# Albert Vogel sr.
Louis Albert Vogel (Bergen op Zoom, 18 juni 1874 – Den Haag, 8 november 1933) was een Nederlands voordrachtskunstenaar en publicist. Hij verkreeg door naamstoevoeging bij Koninklijk Besluit in 1933 de familienaam Anthing Vogel. 

## Familie
Vogel kwam uit het van oorsprong Duits geslacht van militairen Vogel en was een zoon van kolonel Johan Amelius Karel Hendrik Willem Vogel (1837-1926) en diens eerste vrouw Pauline Sophie Sassen (1840-1906). Hij was de broer van onder anderen Karel Eduard Maria Vogel (1863-1935), kolonel titulair infanterie, burgemeester van Zevenbergen en van Louis François Theodoor Vogel (1868-1919), majoor infanterie.
Hij trouwde in 1904 met Anna Maria Geertruida de Lorm (1881-1967) en trouwde een tweede maal in 1916 met Ellen Buwalda (1890-1985), als voordrachtskunstenares bekend onder de naam Ellen Vareno. Uit zijn tweede huwelijk worden drie kinderen geboren:
- Pauline Berthe Theodore (Tanja) Anthing Vogel (1919-1997), directrice balletstudio Tanja te Wassenaar
- Ellen Marie Elze Anthing Vogel (1922-2015), actrice, bekend onder de naam Ellen Vogel
- Albert Theodore Leonard Carel Anthing Vogel (1924-1982), voordrachtskunstenaar en letterkundige, bekend onder de naam Albert Vogel jr.

## Loopbaan

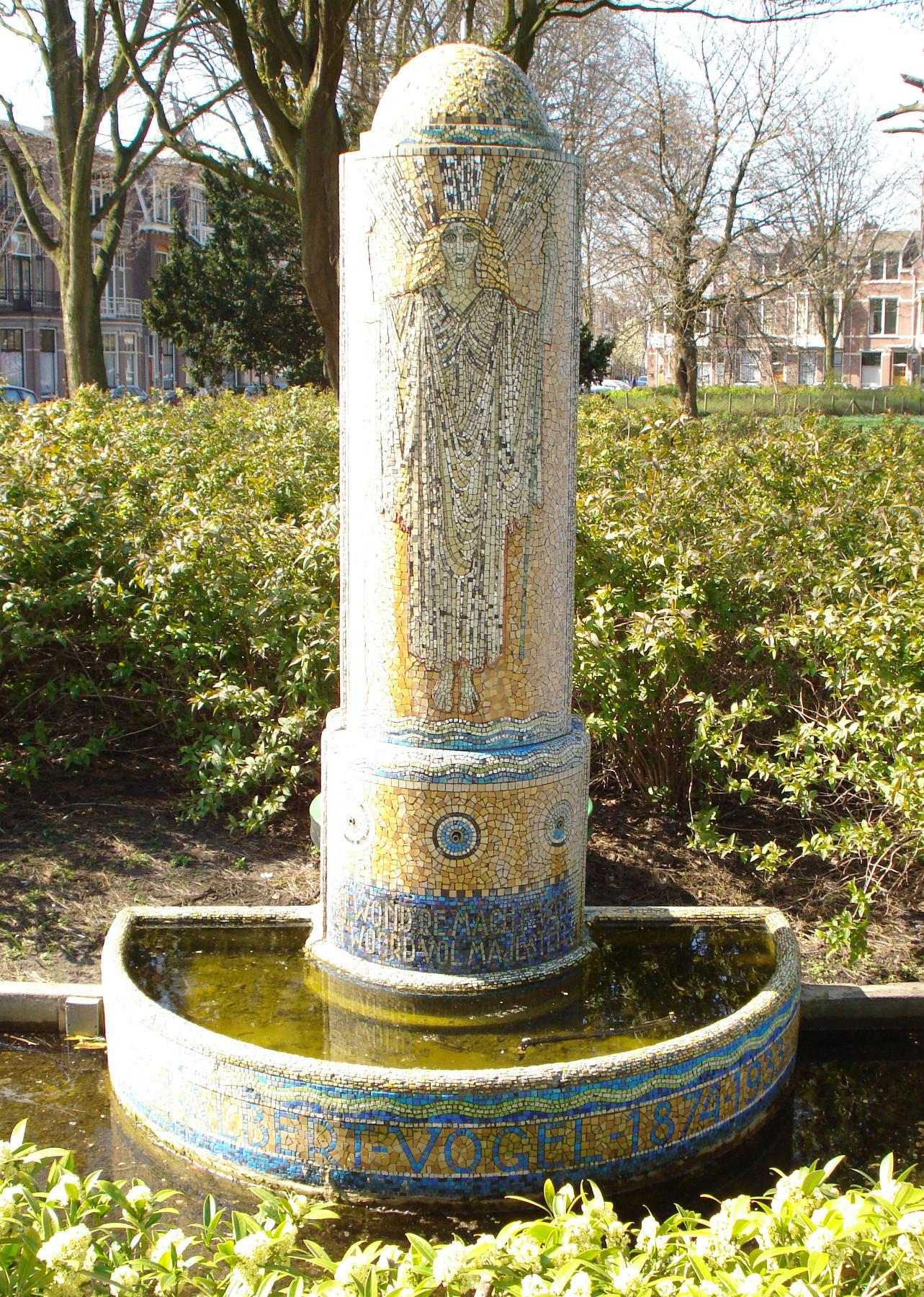
Albert Vogelfontein in Den Haag (Antoon Molkenboer, 1936)

Net als zijn andere vier broers begon Vogel in de familietraditie een opleiding als militair, na afronding van de HBS in 1891. Hij volgde de officiersopleiding aan de Hoofdcursus Kampen en werd in 1900 beëdigd tot eerste luitenant bij het vierde Regiment Infanterie. Even later werd hij geplaatst bij het Haagse Garderegiment Grenadiers en Jagers, waarvan zijn vader in de jaren negentig commandant was geweest.
Al tijdens zijn jaren op de HBS en tijdens zijn officiersopleiding had hij zich overgegeven aan de voordrachtskunst. In 1899 trad hij voor het eerst in het openbaar op, met een poëzieprogramma waarin onder andere gedichten van Louis Couperus (1863-1923) waren opgenomen. Van de laatste zou hij gedurende zijn hele verdere leven werk blijven voordragen. Als militair was het hem niet toegestaan als voordrachtskunstenaar bij te verdienen. Pas in 1906 besloot hij van zijn voordrachtskunst zijn beroep te maken en nam hij ontslag als officier. In 1907 begon hij met zijn vrouw een tournee door Nederlands-Indië, China en Japan. Uit bewondering voor het Japans theater publiceerde hij Het Japansch tooneel (1911). Hij volgde verder lessen bij de Duitse regisseur Max Reinhardt in Berlijn.
Tussen 1912 en 1914 maakte hij opnieuw een (succesvolle) wereldtournee en trad onder andere op voor de Roemeense koningin Carmen Sylva en de Amerikaanse president Woodrow Wilson.
Terug in Nederland werd hij als reserve-officier gemobiliseerd. Tijdens de oorlogsjaren publiceerde hij, in 1917, het militaire standaardwerk Je maintiendrai. Een boek voor leger en volk. Enkele jaren later, in 1919, verscheen zijn Voordrachtskunst. Theoretische en practische beschouwingen. In 1920 werd hij weer gedemobiliseerd en wijdde hij zich weer geheel aan de voordrachtskunst. Hij was toen inmiddels getrouwd met Ellen Buwalda, die zich ook bekwaamd had in de voordrachtskunst en met wie hij nu samen ging optreden, zij onder de naam Ellen Vareno. Hij richtte Het Klassiek Tooneel, een openluchttoneelgezelschap, op. In 1920 werd hij benoemd tot privaatdocent in de welsprekendheid aan de Universiteit Leiden en de Universiteit Utrecht. In 1926 richtte Vogel de Maatschappij tot Bevordering van Woordkunst op. In 1931 verscheen Rhetorica. Basis der welsprekendheid. Vogel was Officier in de Orde van Oranje-Nassau.

## Fontein
Op 25 juli 1936 werd in het plantsoen van het Frederik Hendrikplein in Den Haag een fontein onthuld ter nagedachtenis aan Albert Vogel sr. De met goudkleurige Venetiaanse mozaïeksteentjes beklede zuil met waterbak is ontworpen door Antoon Molkenboer.